# Accidental Gods
Accidental Gods: On Men Unwittingly Turned Divine («Dioses accidentales: sobre hombres que se volvieron divinos sin saberlo») es un libro de no ficción de 2021 de Anna Della Subin. El libro examina momentos de los últimos siglos en que ciertos individuos han sido deificados por un grupo de personas. Al examinar las circunstancias culturales que rodearon estos hechos, Subin busca comprender por qué ocurrieron y qué beneficios proporcionaron tanto a los adorados como a los venerados. El libro, que fue preseleccionado para el Premio PEN Hessell-Tiltman, fue generalmente bien recibido por los críticos, y The New York Times lo calificó como «una Biblia irreverente por derecho propio, una especie de experimento mental celestial».

## Antecedentes
Antes de publicar Accidental Gods, Subin, que obtuvo una maestría de la Escuela de Teología Harvard, había trabajado como ensayista e investigadora independiente. Anteriormente había publicado el ensayo Not Dead But Sleeping y había cubierto la Primavera Árabe como editora colaboradora de la revista de arte y cultura Bidoun. Subin había escrito aproximadamente un tercio del manuscrito de Accidental Gods sin una propuesta particular en mente, habiendo planeado terminar el libro antes de ofrecerlo a los editores, antes de desanimarse al pensar que nadie estaría interesado en comprar la obra. Después de recibir el apoyo de sus amigos, contrató a un agente que la ayudó durante un proceso de redacción de propuesta que duró ocho meses. Subin se refirió al libro en tono de broma como «no ficción para papás» y utilizó el concepto de un hipotético lector «razonable y centrista» como una forma de escribir con un público amplio en mente.

## Sinopsis
Accidental Gods es un estudio sobre los casos de apoteosis ocurridos en los 300 años anteriores a la publicación del libro. Subin examina las situaciones en las que estos hombres fueron deificados e intenta explicar por qué el «dios accidental acecha a la modernidad». El libro no se mueve cronológicamente, sino que está dividido en tres partes: una centrada en el siglo XX, otra que trata principalmente de la India y el Imperio británico, y otra sobre la Era de los Descubrimientos. Subin intenta proporcionar un contexto histórico para las situaciones que estudia con el fin de comprender adecuadamente por qué los acontecimientos ocurrieron como lo hicieron, a diferencia de gran parte de la investigación anterior que simplemente asumía un «atraso inherente» por parte de los fieles. El filólogo Max Müller, por ejemplo, basó muchas de sus teorías sobre la religión mundial en informes sobre la deificación de los colonos en la India, a pesar de no haber viajado nunca a esa nación.

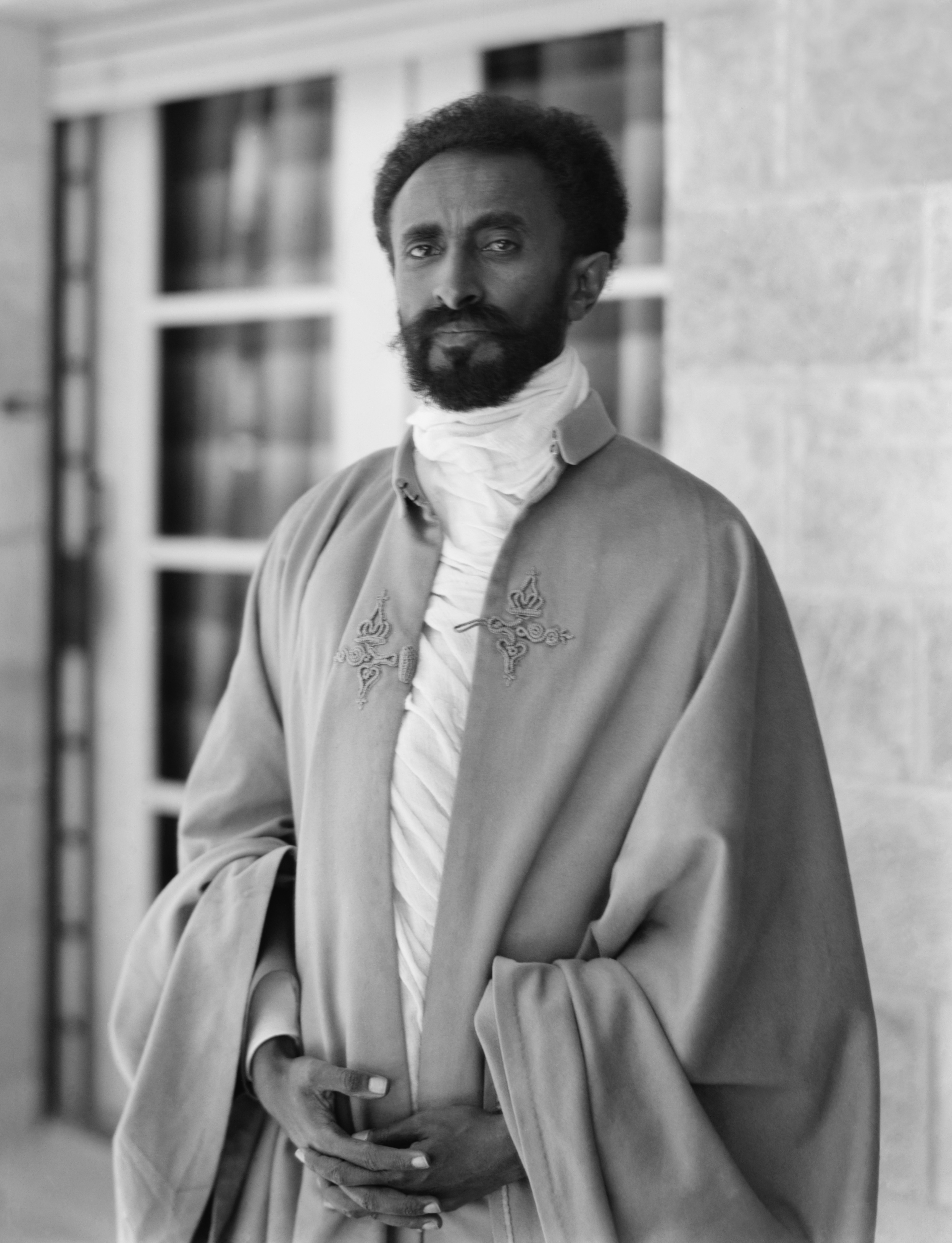
Haile Selassie de Etiopía.

El primer ejemplo de deificación que analiza Subin es el del emperador etíope Haile Selassie. Los habitantes de Jamaica llevaban tiempo profetizando el surgimiento de una deidad negra procedente de Etiopía, la única nación de África que hasta ese momento no había sido colonizada. Los jamaicanos habían quedado fascinados por una biografía de Selassie que había aparecido en un número de National Geographic, exaltando al emperador como el último miembro de un linaje que se remontaba al rey Salomón y la reina de Saba, y Subin escribió que «en la década de 1950, los hombres en Kingston predicaban con la Biblia en una mano y una copia de National Geographic en la otra». Los propios intentos de Selassie de disuadir a sus seguidores no tuvieron éxito; los rastafaris (como llegaron a ser conocidos) concluyeron que, puesto que la Biblia enseña que «el que se humilla será enaltecido», entonces su dios negaría naturalmente su propia divinidad. Esta deificación de Selassie en última instancia benefició a los jamaicanos, escribe Subin. Michael Manley, un político que cortejaba a los votantes rastafaris (y que portaba un cetro que le había regalado Selassie), fue elegido por un amplio margen para el cargo de primer ministro en 1972. Finalmente, Manley implementó numerosas políticas progresistas y trabajó como una «fuerza democratizadora» en la Jamaica poscolonial.
Otros actos apoteósicos del siglo XX que Subin cubre incluyen los del príncipe Felipe de Edimburgo y el general Douglas MacArthur. El primero se convirtió en objeto de adoración por parte de los habitantes de la isla de Tanna; en un ejemplo de «creación mutua de mitos», el gobierno británico alentó tal adulación, llegando incluso a enviar retratos autografiados a los acólitos del príncipe. MacArthur, mientras tanto, fue reverenciado en cuatro naciones distintas durante y después de sus campañas militares en la Segunda Guerra Mundial, incluido Japón, incluso después de pedir al emperador Hirohito que rechazara su propia apoteosis. Subin señala la ironía de tal deificación: «El general MacArthur era la destrucción estadounidense encarnada, y era cuatro maneras de imaginar una tierra renovada».

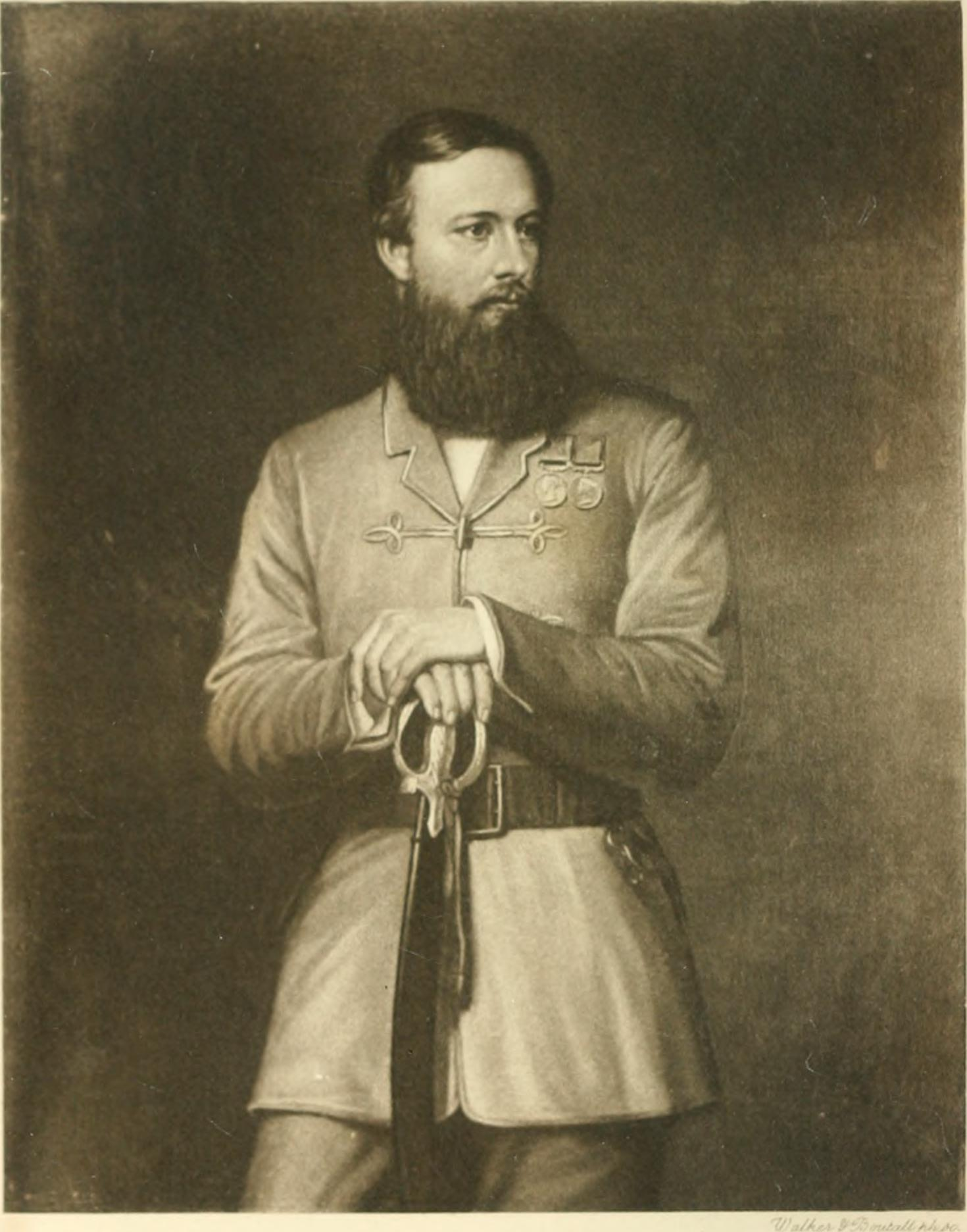
John Nicholson en uniforme.

La segunda sección del libro se centra en la India durante su época como colonia británica. Un caso de estudio que Subin examina son las circunstancias de un hombre irlandés protestante del siglo XIX llamado John Nicholson, un oficial del ejército que despreciaba a los habitantes del sur de Asia debido a su estancia como prisionero de guerra en Kabul, además de encontrar el cuerpo torturado de su hermano en el paso Khyber. A medida que Nicholson ascendía en las filas militares, se hizo conocido como un hombre brutalmente violento (usaba una cabeza cortada como decoración de su oficina), pero ganó acólitos entre los pueblos sij e hindú que creían que era la reencarnación de uno de los nietos de Mahoma. Estos acólitos seguían a Nicholson constantemente, a pesar de sus órdenes regulares de azotarlos por hacerlo. Este culto a «Nikal Seyn» persistió después de la muerte de Nicholson y hasta el siglo XX, y prosperó, sostiene Subin, porque en lugar de dejarse intimidar por el oficial y los amos coloniales que representaba, los nativos optaron por tomar su poder en sus propias manos: «Al participar de su divinidad», escribe, «ya no eran simplemente criaturas, sino creadores de miedo».
La sección final del libro explora ejemplos de deificación durante la Era de los Descubrimientos. Subin presenta las historias de exploradores como el capitán James Cook, quien llegó a Hawái mientras sus habitantes celebraban la festividad de Makahiki. Supuestamente confundieron a Cook con el dios Lono, quien, según la leyenda, viajaría desde una tierra lejana para gobernar al pueblo hawaiano. Sin embargo, Cook se quedó más tiempo del debido, lo que llevó a su espantosa muerte a manos de los nativos, una muerte que, según dijeron algunos cristianos de la época, fue un castigo divino por la aceptación de Cook de su deificación. Subin, sin embargo, cuestiona aspectos de la historia, incluida la narrativa «conveniente» y automitologizante sostenida por los británicos de que los hawaianos ignorantes adorarían naturalmente a alguien de piel clara como Cook. «Hasta el día de hoy», escribe, «el mito de que los hawaianos aceptaron pasivamente la pérdida de su nación, sin resistencia, sigue vivo».

## Análisis
Fara Dabhoiwala, que escribió para The New York Review of Books, elogió la capacidad de Subin para crear una lectura entretenida a partir de su importante tema, diciendo: «Aunque Accidental Gods presenta un conocimiento ligero y es tremendamente divertido de leer, también incluye una serie de meditaciones líricas y que invitan a la reflexión sobre los temas más importantes». Al usar eventos históricos como referencia, escribe Dabhoiwala, Subin es capaz de establecer paralelismos con los enfoques modernos de desdén por lo que se considera primitivo para justificar el colonialismo y el racismo. A. N. Wilson, de The Times Literary Supplement, también destacó la hábil manera en que Subin maneja la descripción de la historia que se repite, como ocurre con los habitantes actuales de la isla de Tanna, que ahora enfrentan una nueva amenaza imperialista en forma de cambio climático.
Simon Ings tomó nota en The Telegraph de cuán entrelazadas están la política y la religión en estos casos de apoteosis. Escribió que al centrar su narrativa más en los colonizadores que en los colonizados, Subin puede arrojar luz sobre cómo las opiniones reduccionistas sostenidas por muchos académicos europeos sobre la religión en sus diversos imperios fueron en última instancia una fuerza destructiva, como en la partición de la India a lo largo de fronteras religiosas imaginarias. Alternativamente, Molly Worthen se preguntó en The Washington Post si ver estos casos históricos a través de la lente de la raza y el poder político es en sí mismo reductivo. Ese marco para interpretar por qué ocurrieron estas deificaciones, escribió, no explica la existencia del culto a Nikal Seyn, por ejemplo.

## Recepción
Accidental Gods fue generalmente bien recibido por los críticos y fue preseleccionado para el Premio PEN Hessell-Tiltman. Jennifer Szalai, de The New York Times, elogió la multitud de detalles interesantes incluidos en el texto, aunque admitió que «a veces da vueltas». Claire Messud, la crítica de Harper's Magazine, apreció la amplia gama de información dispar que Subin analiza mientras evita las trampas del «interés antropológico condescendiente».
En un artículo para The New Yorker, Casey Cep calificó el libro y sus bosquejos biográficos en particular de «fascinantes». The New Republic calificó la voz de Subin de «elegante» y «juguetona» y elogió su capacidad para establecer conexiones entre sus temas deificados y las conversaciones modernas sobre raza y «resistencia anticolonial». Mientras tanto, el crítico de The Spectator consideró que Subin utiliza el término general «imperio» de manera demasiado general a lo largo del libro, cuando muchos de los pueblos que analiza vivían bajo clases gobernantes muy diferentes. El crítico de The Guardian fue más crítico y consideró que la «tesis general» de Subin «no impresiona del todo» y que ella está demasiado ansiosa por interpretar ciertas conductas de los pueblos subyugados como «antiimperiales». Reconoce, sin embargo, que la autora es persuasiva en otras áreas, como al describir con qué facilidad el Imperio británico aceptó la idea de la «divinidad blanca».